# Чжун Шитун
Чжун Шиту́н (кит. трад. 鐘師統, упр. 钟师统, пиньинь Zhōng Shītǒng; 20 декабря 1913, Хуасянь, Шэньси, Китайская Республика — 24 сентября 2001, Пекин, КНР) — китайский спортивный деятель, первый председатель Олимпийского комитета Китая.

## Биография
Родился 20 декабря 1913 года в уезде Хуасянь (на территории современного городского округа Вэйнань) провинции Шэньси Китайской республики в крестьянской семье.
Ещё в подростковом возрасте увлёкся коммунистическими идеями и уже в 1927 году, в возрасте 13 лет, вступил в компартию. Принимал активное участие в революционной борьбе. Активно участвовал в партийной деятельности.
В 1953 году принял участие в создании Института физической культуры в Пекине.
В 1979 году стал председателем Спортивной федерации Китая и Олимпийского комитета Китая.
Депутат Всекитайского собрания народных представителей третьего созыва. Член Народного политического консультативного совета Китая пятого, шестого и седьмого созывов.
Ушел из жизни в Пекине 24 сентября 2001 года.

## Награды
- Серебряный Олимпийский орден (1984)[5]